# Daisy Ducati
Daisy Ducati (* 8. prosince 1989, San Francisco, Kalifornie) je americká pornoherečka.

## Ocenění a nominace
| Rok  | Obřad             | Výsledek    | Cena                           |
| ---- | ----------------- | ----------- | ------------------------------ |
| 2014 | The Fannys        | Kandidatura | Kink Performer of the Year     |
| 2016 | Spank Bank Awards | Kandidatura | Fetish Virtuoso of the Year    |
| 2016 | Spank Bank Awards | Kandidatura | Spanking Slut of the Year      |
| 2016 | Spank Bank Awards | Kandidatura | Tortured Fuck Doll of the Year |